# Моломолинцы
Моломолинцы (укр. Моломолинці) — село в Хмельницком районе Хмельницкой области Украины.
Расположено на левом берегу реки Бужок (левый приток Южного Буга).
Неподалёку от села находится Моломолинцевский гидрологический заказник.
Население по переписи 2001 года составляло 460 человек. Почтовый индекс — 31325. Телефонный код — 382. Занимает площадь 2,125 км². Код КОАТУУ — 6825082102.

## Местный совет
31324, Хмельницкая обл., Хмельницкий р-н, с. Гнатовцы, ул. Ленина, 24

## Галерея
- Дом культуры
- Церковь Святой Варвары
- Братская могила советских воинов, погибших в Великой Отечественной войне